# Azovstal
Combinado Metalúrgico Azovstal (en ucraniano: Mеталургійний Kомбінат Азовсталь) (código bursátil PFTS: AZST ) fue una de las empresas de laminación de acero más grandes de Ucrania

## Historia

### SigloXX
Azovstal se estableció en 1930 en Mariúpol, RSS de Ucrania (Unión Soviética) por decisión del Presidium del Consejo Supremo de Economía Nacional (BCHX) y comenzó la producción en 1933 cuando su alto horno apagó el primer hierro. En enero de 1935, comenzó la producción siderúrgica en Azovstal con la puesta en servicio del primer horno de solera de 250 toneladas en la URSS.
Durante la Segunda Guerra Mundial, las operaciones se vieron obligadas a detenerse en 1941 cuando la Alemania nazi ocupó Mariúpol. En septiembre de 1943, tras la recuperación de la ciudad por las fuerzas soviéticas, la planta fue reconstruida.
En 1991, después de la independencia de Ucrania, la planta pasó a ser propiedad del Estado ucraniano. En 1996, el Estado inició su privatización.

### SigloXXI
En 2005, la planta produjo 5.906 millones de toneladas de acero.
En 2014, los búnkeres debajo de la fábrica se utilizaron cuando las fuerzas separatistas del Dombás intentaron quitarle Mariúpol al gobierno ucraniano.

#### Protestas ambientales y reformas

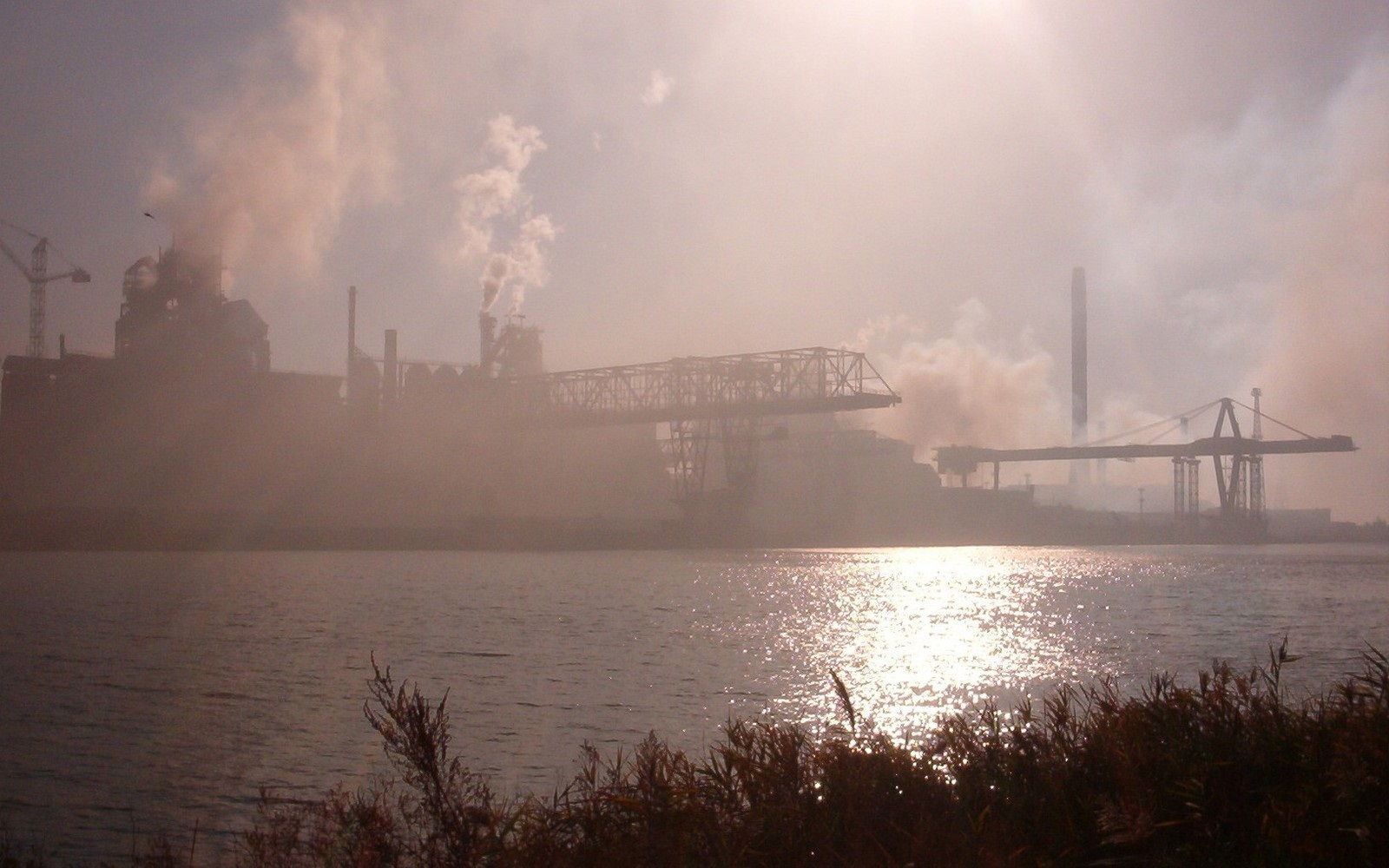
Emisiones contaminantes desde un alto horno de Azovstal

Como resultado de las regulaciones ambientales laxas y el equipo "totalmente obsoleto" utilizado por Azovstal y otras fábricas propiedad de Metinvest en la ciudad, Mariúpol era lo que National Geographic describió como "una de las ciudades más contaminadas" de Ucrania. En 2018 y 2019, los residentes de Mariúpol protestaron en las calles por reformas ambientales.

#### Invasión rusa de 2022
En marzo de 2022, durante el asedio ruso de Mariúpol, las instalaciones sufrieron graves daños y el parlamentario ucraniano Serhiy Taruta afirmó que las fuerzas rusas habían "prácticamente destruido la fábrica".
El 16 de abril, la acería de Azovstal se convirtió en el último foco de resistencia organizada en el asedio. Las fuerzas rusas dieron a los defensores hasta las 6 a. m. hora de Moscú el 17 de abril para rendirse. Rusia afirmó que si dejaban atrás sus armas garantizarían sus vidas. Las fuerzas ucranianas se negaron a rendirse y partes de la planta permanecieron bajo su control.
El Ministerio de Defensa ruso emitió un segundo ultimátum para que las tropas ucranianas retiraran "sin excepción, cualquier arma y munición" entre las 11 a. m. y la 1 p. m. GMT del 19 de abril, que las fuerzas ucranianas también ignoraron.
Justin Crump, de la consultora Sybilline, ha afirmado que la fábrica cuenta con búnkeres atómicos y túneles para resistir un ataque nuclear.
El 4 de mayo, el jefe de la delegación negociadora ucraniana, David Arahamiya, reportó que las tropas rusas finalmente habían entrado en territorio de la acería, donde aún seguían refugiados centenares de civiles en espera de ser rescatados. En esa misma fecha, los rusos afirmaron haber capturado a Trevor Cadieu.
El 5 de mayo el diario británico The Telegraph informó que Rusia había intensificado su bombardeo de los búnkeres de la fábrica de acero mediante el uso de bombas termobáricas para aumentar la devastación de la potencia de fuego desplegada contra los soldados ucranianos restantes que habían perdido todo contacto con el gobierno de Kiev; en sus últimas comunicaciones, Zelenskyy había autorizado al comandante de la fábrica de acero sitiada a rendirse según fuera necesario bajo la presión del aumento de los ataques rusos.
El 6 de mayo unos 500 civiles, en total, han sido evacuados según Naciones Unidas. El Regimiento Azov informa que un combatiente murió y seis resultaron heridos mientras ayudaba a evacuar a los civiles.

### Cierre de operaciones
Tras la captura de Mariupol por parte de las milicias Populares de Donetsk y las fuerzas rusas y la rendición de los militares ucranianos que quedaban en Azovstal, Denis Pushilin anunció que la planta sería demolida y que "se planean otros proyectos en el lugar de Azovstal". El 25 de febrero de 2023, Pushilin anunció que se construiría un tecnoparque en el territorio de Azovstal.

## Producción e infraestructura
La planta de Azovstal produce coque, y cuenta con una planta de sinterización, seis altos hornos y un complejo siderúrgico.
La fábrica de hierro y acero de Azovstal funcionaba como una subsidiaria de Metinvest BV y ahora opera como una subsidiaria de Metinvest Holding LLC, a su vez subsidiaria de Metinvest BV.